# 拉羅斯 (伊利諾伊州)
拉羅斯（英語：La Rose）是位於美國伊利諾伊州馬歇爾縣的一個村落。

## 地理
拉羅斯的座標為40°58′09″N 89°14′12″W / 40.96917°N 89.23667°W，而該地最高點為海拔高度205米（即673英尺）。

## 人口
根據2010年美國人口普查的數據，拉羅斯的面積為0.66平方千米，當中陸地面積為0.66平方千米，而水域面積為0.00平方千米。當地共有人口144人，而人口密度為每平方千米218人。